# Live at Milton Keynes - Bootleg Series Volume 1
Live at Milton Keynes - Bootleg Series Volume 1 è il primo album dal vivo del gruppo musicale britannico Enter Shikari, pubblicato il 15 giugno 2009.
Le copie del CD, la maggior parte delle quali firmate dai componenti della band, sono state rese disponibili esclusivamente per coloro che hanno prenotato l'album Common Dreads.

## Tracce
Testi di Rou Reynolds, musiche degli Enter Shikari.
1. Enter Shikari – 4:13
2. The Feast – 3:47
3. Return to Energiser – 5:46
4. Anything Can Happen in the Next Half Hour... – 6:56
5. Labyrinth – 4:46
6. No Sssweat – 5:56
7. Interlude – 2:40
8. Sorry You're Not a Winner – 7:40
9. Mothership – 6:55
10. OK, Time for Plan B – 7:28

## Formazione
- Rou Reynolds – voce, tastiera, sintetizzatore
- Rory Clewlow – chitarra, voce secondaria
- Chris Batten – basso, voce secondaria
- Rob Rolfe – batteria, percussioni, cori

## Classifiche
| Classifica (2009)    | Posizione massima |
| -------------------- | ----------------- |
| Regno Unito (budget) | 4                 |